# Chlorissa porrinaria
Chlorissa porrinaria är en fjärilsart som beskrevs av Gustav Heinrich Heydenreich 1851. Chlorissa porrinaria ingår i släktet Chlorissa och familjen mätare. Inga underarter finns listade i Catalogue of Life.